# Jesse Benavides
Jesse Benavides (* 3. November 1963 in Corpus Christi, Texas, USA) ist ein ehemaliger US-amerikanischer Boxer im Superbantamgewicht.

## Profi
Am 27. September im Jahre 1984 gab er erfolgreich sein Profidebüt. Am 24. Mai des Jahres 1991 wurde er Weltmeister der WBO, als er Orlando Fernandez durch einstimmige Punktentscheidung bezwang. Diesen Gürtel verteidigte er zweimal und verlor ihn im Oktober 1992 gegen Duke McKenzie nach Punkten.
Im Jahre 1996 beendete er seine Karriere.